# Kula Norinska
 Kula Norinska falu  és község Horvátországban, Dubrovnik-Neretva megyében.

## Fekvése
Makarskától légvonalban 55, közúton 69 km-re, Pločétól légvonalban 14, közúton 18 km-re keletre, a Neretva jobb partján fekszik.

## A község települései
A községhez Kula Norinskán kívül Borovci, Desne, Krvavac, Krvavac II, Matijevići, Momići, Nova Sela és Podrujnica települések tartoznak.

## Története
E terület 1440-ig a horvát-magyar királyok uralma alatt állt, de ekkor Stjepan Vukčić Kosača Hercegovina akkori ura szerezte meg magának, ő azonban csak 12 évig tudta megtartani. 1452-ben a velencei seregek foglalták el és a török hódításig velencei uralom alatt volt. A török a 15. század második felében hódította meg ezt a vidéket. 1463-ban török uralom alá került Bosznia, 1482-ben pedig Hercegovina is. Közvetlenül ezután elesett a Neretva bal partján Opuzen mellett álló Brstanik vára is, majd az egész Neretva völgyét a Hercegovinai szandzsákhoz csatolták. 1499-ben már az egész akkori neretvai krajina a Cetina folyóig török uralom alatt állt. Nehéz idők következtek az itt élő keresztény lakosságra, mert a törökök egyáltalán nem kímélték őket. Közülük sokat megöltek, mások a tengermellékre és a szigetekre menekültek. Felismerve, hogy a Neretva völgye kapu Bosznia és Hercegovina felé 1500 körül a Norin-patak torkolatának közelében a Neretva bal partján felépítették Kula Norinska toronyvárát. A tornyot a híres török utazó Evlija Cselebi is leírja 1665-ben itt tett második utazása során, melyben az isztambuli Galata hétemeletes tornyaihoz hasonlítja egyetlen kis bejárattal a déli oldalon, mely éjjelente mindig zárva van. A hengeres toronynak mind a hét szintjén ágyúk sorakoztak és egy dzsámi is volt benne. Cselebi szerint építtetője Hodzsa Musztapasa boszniai török parancsnok volt. A leírás nem felel meg a mai állapotnak. Ezt a népi hagyomány úgy magyarázza, hogy két emelet a mocsaras talajba süllyedt. Egy másik változat szerint a torony felső két szintjét súlyos károsodása miatt lebontották. A török 1683-as bécsi veresége után a keresztény seregek egymás után szabadították fel a megszállt területeket. Dalmácia népe is felkelt az idegen uralom ellen és a velencei parancsnokok vezetésével 1685-ben a Neretva völgyét is felszabadították, így Kula Norinskára is velencei zászló került.
A vár visszafoglalásáról egy legenda is fennmaradt. Eszerint negyven primorjei harcos megbeszélte a velencei parancsnokkal Pietro Valierivel, hogy a toronyvártól fél mérföldre elrejtőzik, míg közülük az egyik, akit a török aga ismert közel megy a toronyhoz azzal, hogy ajándékot hozott az agának. Amíg az aga a harcossal beszélt az a kapun át bejutott a várba. A törököknek ugyan sikerült kitenni őt a kapun kívül, de amíg bezárták volna a kaput ő a kezét a kapu és a fal közé tette. Ezalatt a többieknek sikerült betörni a toronyba és mindenkit darabokra vágtak akit a kapun belül találtak. Ekkor érkeztek meg a velencei katonák Valieri vezetésével és elfoglalták a várat. A vár bevételét a neves horvát költő Andrija Kačić Miošić atya is megénekelte. Ez volt a toronyvár első visszavétele a töröktől, mivel már a következő évben 1686-ban a hercegovinai pasa visszafoglalta. A hagyomány szerint a várnak csak kis létszámú őrsége volt, de mégis sokáig ellenállt kifárasztva és legyengítve az ellenséget. Néhány nap után az őrség rést robbantott a falon és elmenekült. Két évvel ezután 1688-ban a velenceiek ismét elhatározták a vár elfoglalását. A velencei hajók a Neretván úsztak fel és ágyútüzet zúdítottak a falakra. Látva, hogy a falakat így nem tarthatja a török őrség gyorsan elmenekült. A velenceiek azonban utolérték őket, a parancsnokot foglyul ejtették, a többieket pedig megölték. Így ért véget a török uralom az Neretva alsó folyása mentén. A török uralom után a terület a Velencei Köztársaság része lett.
A velencei uralomnak 1797-ben vége szakadt és osztrák csapatok vonultak be Dalmáciába. 1806-ban az osztrákokat legyőző franciák uralma alá került, de Napóleon lipcsei veresége után 1813-ban újra az osztrákoké lett. Miután 1878-ban Bosznia-Hercegovina is osztrák uralom alá került a vár katonai jelentősége megszűnt. Niko Nonković vásárolta meg, aki szélmalommá alakíttatta át. Maga Kula Norinska falu 1869-ig Desne, majd 1910-ig Krvavac, 1921-ben pedig Podrujnica része volt. 1918-ban az új szerb-horvát-szlovén állam, majd később Jugoszlávia része lett. 1931-ben a falunak 201 lakosa volt. 1934-ben a Neretvamente lakossága megváltásunk 1900. évfordulójára a toronyvárra keresztet és emléktáblát állított. A II. világháború idején a Független Horvát Állam része volt. A településnek 2011-ben 250, a községnek összesen 1748 lakosa volt.

## Népesség
| Lakosság változása | Lakosság változása | Lakosság változása | Lakosság változása | Lakosság változása | Lakosság változása | Lakosság változása | Lakosság változása | Lakosság változása | Lakosság változása | Lakosság változása | Lakosság változása | Lakosság változása | Lakosság változása | Lakosság változása | Lakosság változása |
| ------------------ | ------------------ | ------------------ | ------------------ | ------------------ | ------------------ | ------------------ | ------------------ | ------------------ | ------------------ | ------------------ | ------------------ | ------------------ | ------------------ | ------------------ | ------------------ |
| 1857               | 1869               | 1880               | 1890               | 1900               | 1910               | 1921               | 1931               | 1948               | 1953               | 1961               | 1971               | 1981               | 1991               | 2001               | 2011               |
| 0                  | 0                  | 0                  | 0                  | 0                  | 0                  | 0                  | 201                | 329                | 317                | 305                | 384                | 344                | 145                | 302                | 250                |

(1981-ben Momići egy részének lakosságával együtt. 1857-ben és 1869-ben lakosságát Desnéhez, 1880 és 1910 között Krvavachoz, 1921-ben Podrujicához számították.)

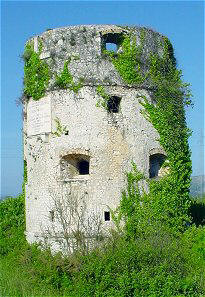
Kula Norinska toronyvára

## Nevezetességei
- Kula Norinska toronyvára[4] a településsel átellenben a Neretva bal partján áll. A várat 1500 körül építtette Hodzsa Musztapasa boszniai török katonai parancsnok. Az öt emelet magasságú épület ma is szinte teljes magasságában áll, bár a korabeli források szerint eredetileg hét emeletes volt. 1688-ban foglalták el végleg a velencei seregek, ezután majdnem kétszáz évig határerődítmény volt. 1878-ban Bosznia-Hercegovina osztrák okkupációja után a vár katonai jelentősége megszűnt. Niko Nonković vásárolta meg, aki szélmalommá alakíttatta át. Ezután állapota folyamatosan romlott. 1934-ben a Neretvamente lakossága megváltásunk 1900. évfordulójára a toronyvárra keresztet és emléktáblát állított. Jelentőségét jól mutatja, hogy Opuzen régi címerében is ez a vár szerepel, majd a település mai címerébe is felvették. Ma védett kulturális emlék.

- Szent Miklós tiszteletére szentelt kápolnája egy a plébánia által megvásárolt ház földszintjén nyílt meg 1973-ban. Hosszúsága 10, szélessége 8 méter. Kulán soha nem állt szakrális építmény és Vuković plébános ezzel a kápolnával szerette volna fellendíteni a hitéletet a településen, mely községközpontként a bagalovići plébánia központja is lesz. A kápolnának egy oltára van Szent Miklós nagyméretű szobrával, mely a spliti Andre Kukoč szobrászművész alkotása. A kápolnát 1974. július 14-én szentelte fel Ivo Gugić segédpüspök.

## Gazdaság
A helyi gazdaság alapját a mezőgazdaság adja. A turizmus fejlesztése leginkább a Neretva völgyében szervezett fotosafari kirándulások formájában vált lehetővé, mely évente mintegy harmincezer turistát vonz. További lehetősek nyílnak a falusi turizmus fejlesztésében.

## Kultúra
A község kulturális egyesületei:
- KUD „Župa Bagalović”, kulturális és művészeti egyesület Krvavac
- KUD „Udruga Škrapa” kulturális és művészeti egyesület Momići
- Krvavaci hagyományőrző egyesület
- Farsangi egyesület Krvavac
- Kultúrházak állnak Nova Sela, Desne, Krvavac és Podrujnica településeken

## Oktatás
A község alapiskolája Kula Norinskán működik, mely 1967-ben nyitotta meg kapuit. Négyosztályos alsó tagozatos területi iskolái működnek Krvavac és Momići településeken.

## Sport
A község sportegyesületei:
- NK „Maestral”, labdarúgóklub Krvavac
- MNK „Norin” kispályás labdarúgóklub, Kula Norinska
- MNK „Desne” kispályás labdarúgóklub, Desne
- MNK „Župa Bagalović“ kispályás labdarúgóklub, Krvavac
- MNK „Škrapa“ kispályás labdarúgóklub, Momići
- „Krvavac” bocsaklub, Krvavac
- „Sveti Roko”, evezős egyesület Podrujnica
- „Krvavac II” evezős egyesület Krvavac
- „Krvavac” evezős egyesület Krvavac
- „Škrapa” evezős egyesület Momići
- „Matijevići” evezős egyesület Krvavac
- „Graničar” sportegyesület, Nova Sela

## Fordítás
Ez a szócikk részben vagy egészben  a   Kula Norinska (utvrda) című horvát Wikipédia-szócikk ezen változatának fordításán alapul.  Az eredeti cikk szerkesztőit annak laptörténete sorolja fel. Ez a jelzés csupán a megfogalmazás eredetét és a szerzői jogokat jelzi, nem szolgál a cikkben szereplő információk forrásmegjelöléseként.